# Marion Fayolle
Marion Fayolle   (Sant Sauvador de Montagut, 4 de maig de 1988) és una il·lustradora i dibuixant de còmics francesa.
L'estil de Fayolle és aparentment simple però ple de simbolisme. Sol parlar de les relacions interpersonals, amb un mateix, i amb els objectes quotidians.
Va formar-se a l'École des Arts Décoratifs d'Estrasburg entre 2006 i 2011. Allà va conèixer a Matthias Malingrey i Simon Roussin, amb qui va fundar la revista de còmics i il·lustració Nyctalope l'any 2009. També ha treballat per diversos diaris i revistes: The New York Times o Télérama. L'any 2014 va col·laborar amb la marca de roba Cotélac.
L'any 2018 va rebre el Premi especial del jurat del festival d'Angoulême per Les amours suspendues.

## Obra
- Nappe comme Neige, 2011
- L'homme en pièces, 2012
- Le tableau, 2012
- La tendresse des pierres, 2013 (La ternura de las piedras)
- Les coquins, 2014 (Los traviesos)
- Les amours suspendues, 2017
- Les faux pas, 2019